# Literatur Labor Wolfenbüttel

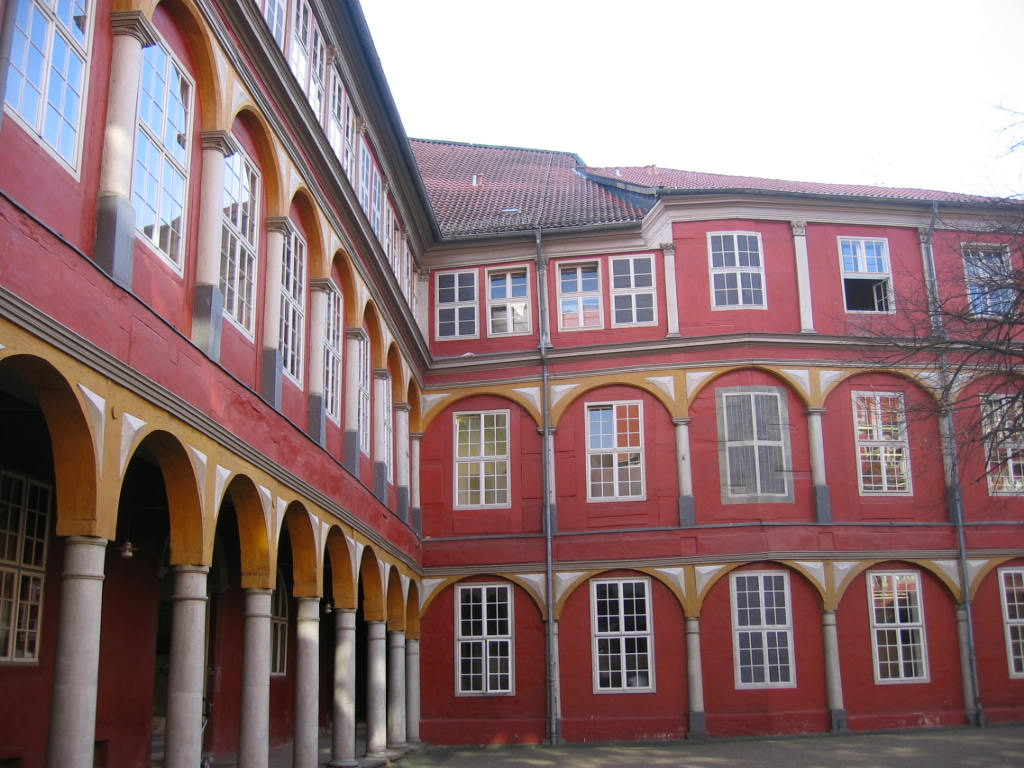
Im Schloss Wolfenbüttel befanden sich die Arbeitsräume der Schreibwerkstatt

Das Literatur Labor Wolfenbüttel (kurz: LiLaWo) war eine Schreibwerkstatt zur Förderung junger Schriftsteller zwischen 16 und 21 Jahren. Es war eine der langlebigsten und einflussreichsten Literaturwerkstätten für junge Menschen im deutschsprachigen Raum und fand von 2001 bis 2021 jährlich in Wolfenbüttel statt. Zahlreiche ehemalige Teilnehmerinnen und Teilnehmer sind heute feste Größen im Literaturbetrieb.
Finanziert wurde die Veranstaltung durch die Stiftung Niedersachsen und ausgerichtet von der Bundesakademie für kulturelle Bildung Wolfenbüttel.

## Ablauf
Von rund hundert Bewerbern wurden zwölf schriftstellerische Talente als Stipendiaten ausgewählt. Diese trafen sich im Rahmen der Fördermaßnahme an drei Wochenenden eines Jahres in Wolfenbüttel und wurden im Gästehaus der Bundesakademie untergebracht. Die Arbeitsräume befanden sich im Schloss Wolfenbüttel. Hier fanden Schreibübungen statt, eigene Texte wurden vorgestellt und im Team analysiert und bearbeitet. Geleitet wurde das Literaturlabor von Kathrin Lange, Cornelius Hartz und Friedrike Kohn.
Im Rahmen der Treffen entstand zudem jedes Jahr eine Veröffentlichung mit Texten aller Teilnehmenden, die von der Bundesakademie für kulturelle Bildung herausgegeben wurde.

## Gastautoren
An einem der drei Wochenenden wurden die Teilnehmenden von einem namhaften Autor begleitet. Dies waren u. a. die Buchpreisträger Lutz Seiler und Ursula Krechel sowie Benjamin Lebert, Doris Gercke, Monika Rinck, Nora Gomringer, Julia Schoch, Michael Lentz, Antje Rávic Strubel, Anne Duden, Regula Venske, Nora Bossong,  Feridun Zaimoglu und Tilman Rammstedt.

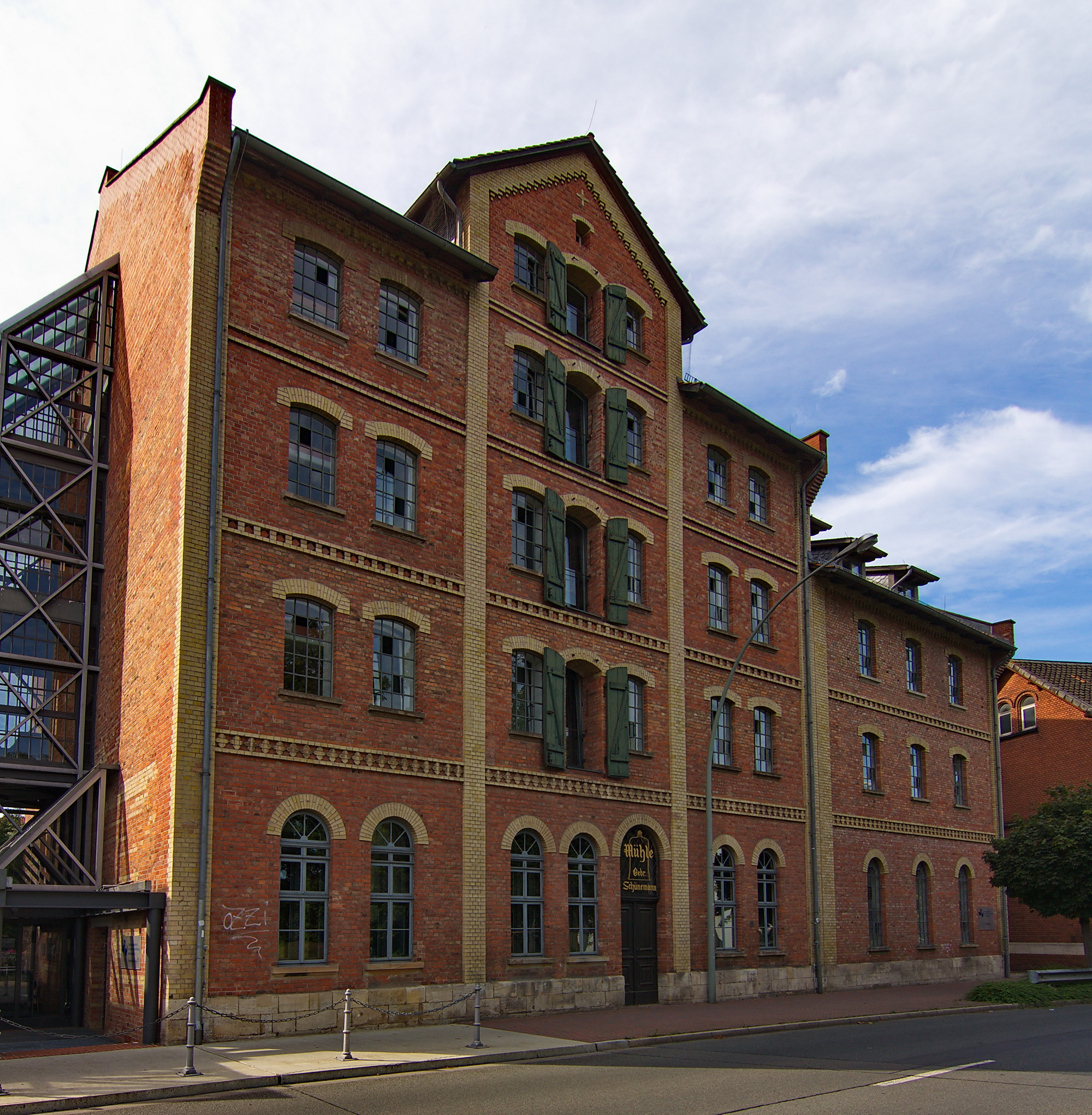
Die Teilnehmer waren in der Schünemann’schen Mühle untergebracht

## Ende des Literatur Labors
Im Jahr 2021 beschloss die Leitung der Stiftung Niedersachsen, das Literatur Labor Wolfenbüttel trotz des  andauernden Erfolgs der Förderungsmaßnahme nicht weiter zu finanzieren. Prominente ehemalige Teilnehmende und Leiter des Literatur Labors wandten sich in einem offenen Brief an die Stiftungsleitung, um gegen die Schließung zu protestieren. Der Brief blieb unbeantwortet.

## Ehemalige Teilnehmende (Auswahl)
- Jörg Albrecht
- Tobias Amslinger
- Helene Bockhorst
- Nora Bossong
- Yevgeniy Breyger
- Rabea Edel
- Finn-Ole Heinrich
- Susanne Heinrich
- Nefeli Kavouras
- Léonce W. Lupette
- Ronya Othmann
- Martin Piekar
- Sasha Marianna Salzmann
- Cordula Simon
- Mercedes Spannagel
- Cornelia Travnicek

## Veröffentlichungen
- Cornelius Hartz, Friederike Kohn, Kathrin Lange, Olaf Kutzmutz, Gesa Schönermark (Hrsg.): Destillate. Literatur Labor Wolfenbüttel 2018. Wolfenbüttel 2018, 106 S., ISBN 978-3-929622-71-3